# Tolima Grande
El Tolima Grande es el nombre, no oficial, que se refiere a la parte de la región Andina colombiana ubicada en el curso alto del río Magdalena entre las cordilleras Central y Oriental que comprende los territorios de los actuales departamentos colombianos del Tolima y Huila. Si bien empezó a recibir ese nombre a partir de 1886 cuando el Tolima fue categorizado como departamento, el término también se usa para referirse al extinto Estado Soberano del Tolima.
Tras la secesión del Huila en 1905, Neiva se convirtió en capital departamental de este. A pesar de los cambios territoriales, la capital departamental del Tolima siguió siendo Ibagué.

## Historia
El departamento del Tolima, otrora Estado Soberano del Tolima, fue creado tras la Constitución de Colombia de 1886, que cambió a Colombia de un sistema federal a uno centralista, por el cual los estados soberanos fueron reemplazados por nuevas unidades político administrativas llamados departamentos. El «Tolima Grande», nombre con el que se le conoció popularmente al departamento del Tolima, heredero de la misma jurisdicción y límites del Estado Soberano, incluía las provincias de Neiva y Mariquita.
El departamento del Huila, que se corresponde con la zona sur del Tolima Grande, data del año 1905 en el cual inicialmente el ministro de Gobierno, Bonifacio Vélez, propuso el 25 de abril de ese año a la Asamblea Nacional Constituyente y Legislativa la creación de tres departamentos y en uno de sus artículos dispuso la creación del Departamento de Neiva, con capital en la ciudad del mismo nombre, formado por las provincias de Neiva y el Sur. Al darse el tercer debate el 27 de abril de dicho año, Quijano Wallys propuso que se denominara Huila en vez de Neiva. El Huila inició vida administrativa el 15 de junio de 1905 bajo la dirección de su primer gobernador, Rafael Puyo Perdomo.

## Geografía
Esta parte del país se ubica entre las cordilleras Central y Oriental, separadas ambas por el río Magdalena que nace en el departamento del Huila. En dicho departamento también se pueden encontrar los más variados paisajes como el Nevado del Huila y el desierto de la Tatacoa.

## Cultura
El Tolima Grande es una región de Colombia comprendida por los departamentos de Tolima y Huila. También hace parte de la región el departamento de Caquetá, ya que la mayoría de sus habitantes son descendientes de huilenses y tolimenses debido a la colonización que se dio entre el siglo XIX y XX, y que se ha mantenido hasta ahora. Sus principales ciudades son Ibagué, Neiva, Espinal, Pitalito y Florencia. El gentilicio de sus habitantes es «opita».
Musicalmente, en esta región está arraigado el bambuco. La capital del Tolima ha sido declarada la ciudad musical de Colombia, puesto que su conservatorio es uno de los más importantes del país.